# Ия (имя)
И́я (др.-греч. Ἰάς —  «иониянка») — женское русское личное имя греческого происхождения.
В христианской традиции именования имя Ия связывается с почитаемой в лике преподобномученицы святой Ии (Персидской; † ок. 362—364), претерпевшей гонения и мученическую смерть в Персии при Шапуре II. Находясь в плену, она, по преданию, занималась проповедью веры в Христа среди персидских женщин и за это подверглась продолжительным пыткам и была казнена. Запись в римском мартирологе указывает на гибель 9000 христиан в том гонении.
В католичестве почитается также святая Ия Корневилльская, просветительница Корнуолла (V век).
А. В. Суперанская и А. В. Суслова отмечали имя Ия, состоящее из двух букв (но из трёх звуков), как самое короткое на письме среди женских календарных имён. «Редким, а потому и заметным» охарактеризовал А. К. Жолковский звукосочетание, образующее имя.
Суперанская и Суслова на основании изучения статистики имён новорождённых в Ленинграде в течение нескольких десятилетий относили имя к категории женских имён, получивших ограниченное распространение.

## Именины
Православные именины (даты приводятся по григорианскому календарю):
- 17 августа, 24 сентября.

## Известные носительницы
- Ия Персидская († ок. 364 года) — христианская мученица.
- Ия Корнуолльская (V век) — принцесса, христианская мученица.
- Ия Николаевна Путилова (1908—1989) — советский химик, лауреат Сталинской премии.
- Ия Андреевна Венкова (1922—2003) — скульптор.
- Ия Леонидовна Маяк (1922—2018) — советский и российский учёный-антиковед.
- Ия Петровна Бобракова (1927—2012) — советская и российская театральная актриса.
- Ия Алексеевна Арепина (1930—2003) — советская и российская актриса театра и кино.
- Ия Сергеевна Саввина (1936—2011) — советская и российская актриса театра и кино
- Ия Борисовна Нинидзе (род. 1960) — грузинская и российская актриса театра и кино.